# Percy Williams Bridgman
Percy Williams Bridgman, ameriški fizik, * 21. april 1882, Cambridge, Massachusetts, ZDA, † 20. avgust 1961, Randolph, New Hampshire, ZDA.
Bridgman je leta 1946 prejel Nobelovo nagrado za fiziko »za izum naprave za zelo visoke tlake in za odkritja na področju fizike visokih tlakov.«